# Raïon de Boksitogorsk
Le raïon de Boksitogorsk (en russe : Бокситогорский район, Boksitogorski raïon) est une subdivision administrative de l'oblast de Léningrad, en Russie. Son centre administratif est la ville de Boksitogorsk.

## Géographie
Le raïon couvre une superficie de 7 180 km2 à l'est de l'oblast. Il est limité à l'ouest et au nord par le raïon de Tikhvine, à l'est par l'oblast de Vologda et au sud par l'oblast de Novgorod.

## Histoire
Le raïon a été fondé le 25 juillet 1952.

## Population
La population du raïon s'élevait à 52 340 habitants en 2013.
Le raïon compte deux villes (Boksitogorsk et Pikaliovo), une commune urbaine (Yefimovsky) et 8 communes rurales.